# لی پیایو
لی پیایو ( simplified Chinese      ; ۱ ژوئن ۱۹۳۳ – ۲ فوریه ۱۹۹۶) یک سیاستمدار چینی بود. او در شهرستان کانگوو ، گوانگشی ، پسر لی جیشن ، بنیانگذار کمیته انقلابی کومینتانگ چین (RCCK)، یک جناح جدا شده از کومینتانگ که با کمونیست ها همکاری می کرد، به دنیا آمد. او از سال 1992 تا زمان مرگش در سال 1996 به عنوان رئیس RCCK و از سال 1993 تا 1996 نایب رئیس کمیته دائمی کنگره ملی خلق بود.
در فوریه 1996، لی توسط ژانگ جینلونگ (张金龙)، یک نگهبان امنیتی 18 ساله از پلیس مسلح مردم (PAP) کشته شد. طبق اسناد دادگاه، لی به خانه بازگشت و ژانگ را در میانه تلاش برای سرقت دستگیر کرد. پس از یک کشمکش فیزیکی، ژانگ بارها و بارها لی را با یک برش از آشپزخانه خانه خرد کرد و لی تا حد مرگ خونریزی کرد. ژانگ سپس به غارت آپارتمان لی ادامه داد و یک دوربین گران قیمت، یک ژاکت چرمی و سایر کالاها را با خود حمل کرد. او توسط یکی از همسایگان کشف شد و ماجرا را به پلیس گزارش داد. ژانگ دستگیر و به اعدام محکوم شد.  در نتیجه این حادثه، سپهبد با ژونگتان، فرمانده PAP از کار برکنار شد. 